# Netřebice (district de Český Krumlov)
Pour les articles homonymes, voir Netřebice.
Netřebice (en allemand : Netrobitz ou Netrowitz) est une commune du district de Český Krumlov, dans la région de Bohême-du-Sud, en Tchéquie. Sa population s'élevait à 467 habitants en 2020.

## Géographie
Netřebice se trouve à 11 km à l'est-sud-est de Český Krumlov, à 21 km au sud de České Budějovice et à 144 km au sud de Prague.
La commune est limitée par Zubčice, Zvíkov et Velešín au nord, par Svatý Jan nad Malší à l'est, par Kaplice et Střítež au sud, et par Věžovatá Pláně à l'ouest.

## Histoire
La première mention historique du village date de 1358.

## Administration
La commune se compose de trois quartiers :
- Netřebice
- Dlouhá
- Výheň